# 150 P
Les Decapod de la série 150 P numéros 1 à 115 sont des locomotives à vapeur unifiées de la SNCF mises en service entre avril 1940 et avril 1950.

## Genèse
La série fut construite par :
- les Ateliers de construction du Nord de la France (ANF) à Blanc-Misseron,
- la Société alsacienne de constructions mécaniques (SACM) à Graffenstaden,
- les Aciéries du Nord (ADN) à Hautmont.

Les locomotives furent livrées du 16 avril 1940 au 15 avril 1950 pour la SNCF. Elles étaient la reproduction, avec des améliorations, des 150 Nord 5.1201 à 5.1230 (futures : 2-150 B 1 à 30) à la suite d'un déficit en machines pour trains lourds.
Les 50 premières machines ont été réquisitionnées par l'occupant allemand pour la Deutsche Reichsbahn, certaines dès leur sortie d'usine, et 3 machines (les 150P 14, 40 et 49) ne sont pas revenues de ce séjour forcé.

## Service
Ces locomotives furent attribuées à la région Nord de la SNCF puis à partir de 1956 mutées sur la région Est, pour la traction de tous les trains lourds (charbon, minerai, acier) et trains de marchandises diverses. Au Nord elles furent affectées aux dépôts suivants :
- Lens, Valenciennes, Longueau, Somain, Béthune, Le Bourget et Aulnoye.

À l'Est, ce furent les dépôts suivants qui reçurent les 150 P :
- Chalindrey puis Chaumont.

La progression de l'électrification sur la région Nord eut pour conséquence le transfert de 45 machines à la région Est. Les dernières représentantes au Nord furent les 2-150 P 93 et 103, radiées le 17 mars 1967, soit seulement 18 ans après leur mise en service. Sur la région Est, elles ne durèrent en définitive pas beaucoup plus longtemps ; en effet, la dernière fut la 1-150 P 86, radiée le 19 février 1968 avec seulement 954 500 km parcourus !
Outre leurs régions d'affectation, les 150P ont également circulé sur les réseaux de l'Ouest (trains de marchandises entre Rouen et Amiens avec les machines du dépôt de Longueau) et du Sud-Est (trains de marchandises entre Chalindrey et Dijon, machines affectées à Chalindrey ou Chaumont).

## Description
Les 150 P ont un châssis construit en tôles de 35 mm d'épaisseur d'où une grande rigidité, idéale pour la stabilité de la machine en route. Ces Decapod disposaient d'un moteur à quatre cylindres compound, avec les deux HP extérieurs et les deux BP intérieurs, et la distribution était du type « Walschaerts ». Le foyer équipé d'un siphon Nicholson était de type « Belpaire » à grille étroite et profonde, pour une chaudière identique à celle des 2-150 B. Elles disposaient d'un stoker de type « HT 1 » sauf les machines 150 P 16 à 25 et 150 P 40 à 50. L'échappement était variable de type « Lemaître ». Le bissel du type « Nord » avait un déplacement latéral de + ou - 65 mm et était couplé au premier essieu moteur qui avait un déplacement latéral de + ou - 15 mm. Les 150 P peuvent circuler sur des courbes de 105 mètres de rayon. Elles furent toutes munies d'écrans pare-fumées.

## Tender
Les tenders qui leur furent accouplés ont toujours été les mêmes : il s'agissait des tenders unifiés à stoker et à bogies contenant 34 m3 d'eau et 12 t de charbon immatriculés 34 P 1 à 418 ou des tenders à bogies contenant 36 m3 d'eau et 9 t de charbon immatriculés 36 P 1 à 29, mais beaucoup plus rarement, ou bien encore des tenders de la série 36 Q 1 à 11. Ces tenders ne différaient entre eux que par le dessin de la soute à charbon et étaient issus des 37 m3 de type Nord. Ils furent aussi attelés aux 241 P et 141 P. Pour les machines ne possédant pas le stoker HT 1, les tenders furent ceux à bogies contenant 38 m3 d'eau et 9 t de charbon immatriculés 38 P 1 à 21.

## Caractéristiques
- Surface de grille: 3,54 m2
- Surface de chauffe: 198,40 m2
- Surface de surchauffe: 82,1 m2
- Nombre d'éléments: ?
- Nombre de cylindres: 2 HP et 2 BP
- Diamètre cylindres HP: 490 mm
- Diamètre cylindres BP: 680 mm
- Course cylindres HP: 640 mm
- Course cylindres BP: 700 mm
- Pression de la chaudière : 18 kg/cm2
- Diamètre des roues motrices : 1 550 mm
- Diamètre des roues du bissel : 950 mm
- Masse à vide: 96,4 t (avec stoker), 95,65 t (sans stoker)
- Masse en ordre de marche : 105,7 tonnes
- Masse adhérente : 91 tonnes
- Longueur hors tout de la locomotive seule: 12,53 m
- Puissance maximum indiquée: 2 134 kW
- Puissance à la jante: 1 840 kW
- Puissance au crochet du tender: 1 656 kW
- Effort de traction maximum (mode compound): 240 kN
- Effort de traction maximum (mode simple expansion): 304 kN
- Vitesse maxi en service : 105 km/h

Tender:
- Tare du tender: 38,8 tonnes
- Capacité en eau: 34 m3
- Capacité en charbon: 10,8 tonnes
- Capacité en briquettes: 1,2 tonne
- Masse du tender en ordre de marche : 84,8 t
- Masse totale locomotive + tender : 190,5 t
- Longueur du tender: 9,955 m
- Longueur totale locomotive + tender: 22,485 m

Seule la locomotive 150 P 13 a été préservée. Longtemps garée dans la réserve de la Cité du train - Patrimoine SNCF de Mohon, elle a été confiée sous convention au Pacific Vapeur Club en 2023, et conduite en convoi jusqu'à Sotteville-lès-Rouen où elle sera restaurée.

## Galerie d'images
La 150 P 13 exposée au Grand Palais à Paris (exposition :"L'art entre en gare" pour les 70 ans de la SNCF)

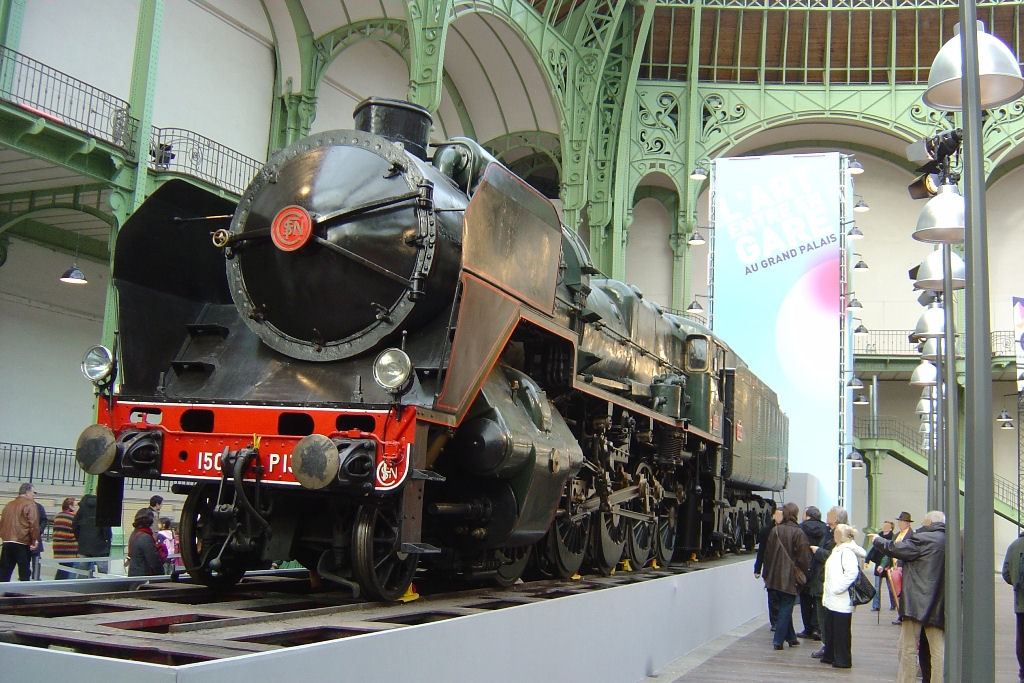
La 150 P 13.
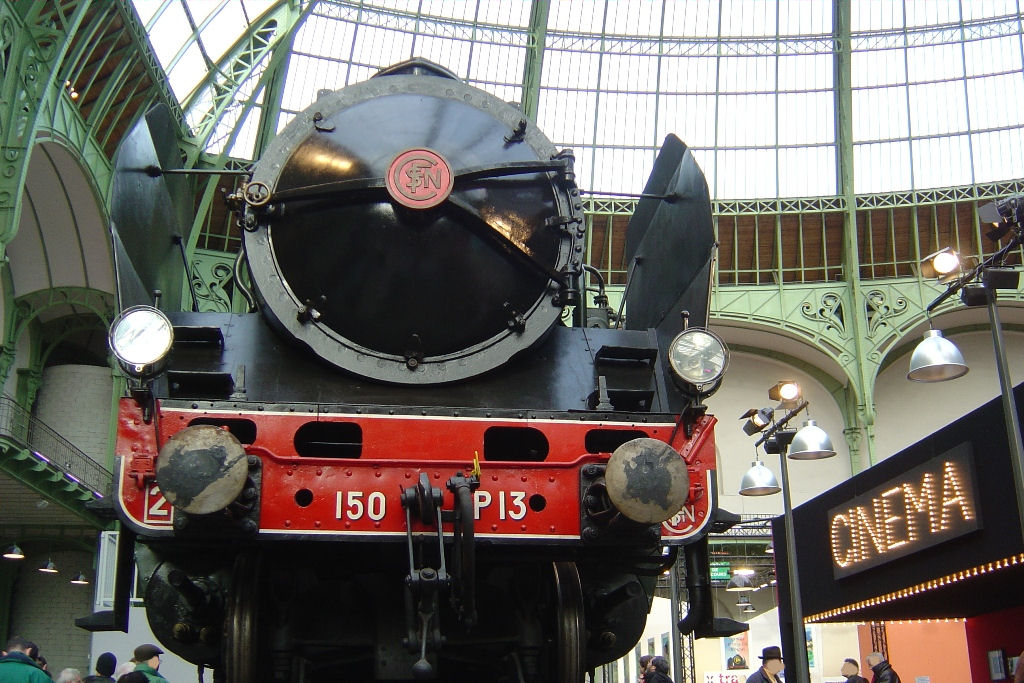
Face avant de la 150 P 13 avec la boîte à fumées.
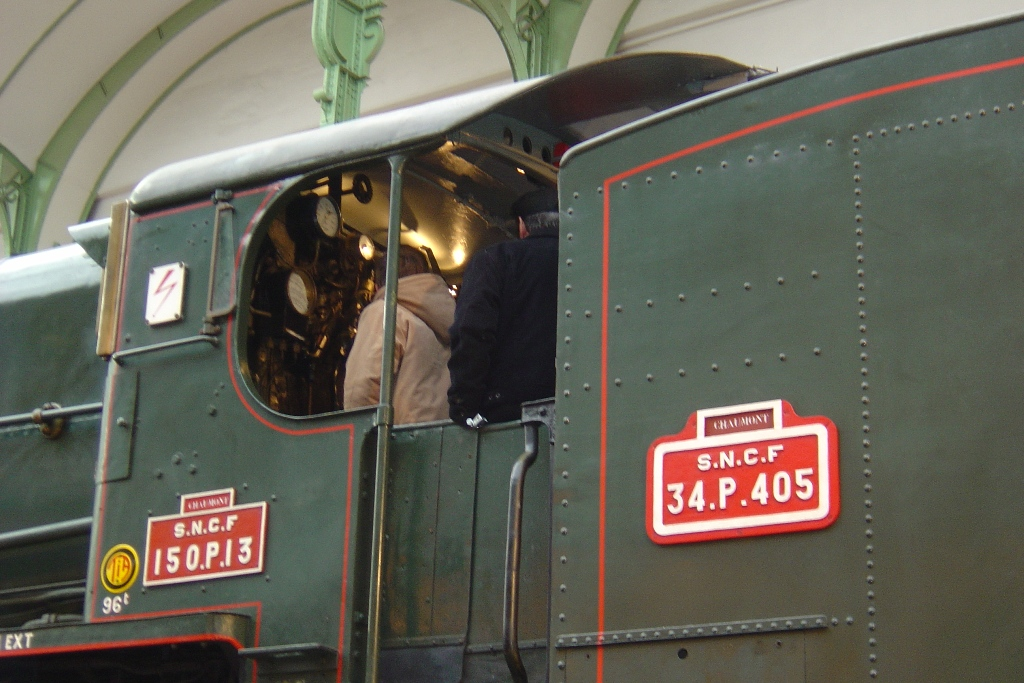
L'abri de conduite.
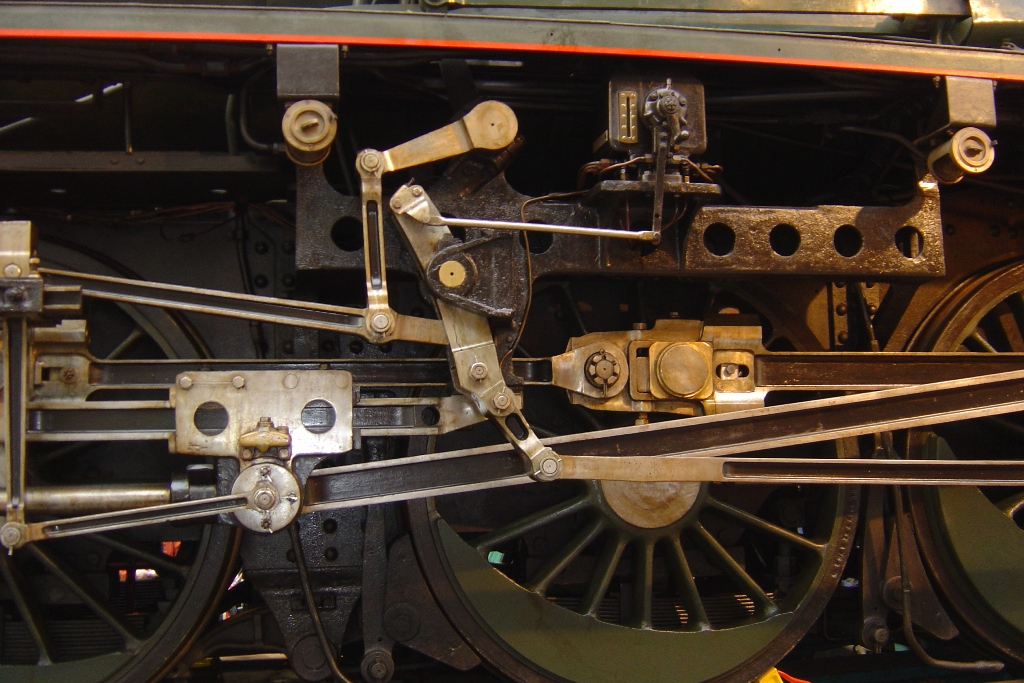
Détail de l'embiellage.
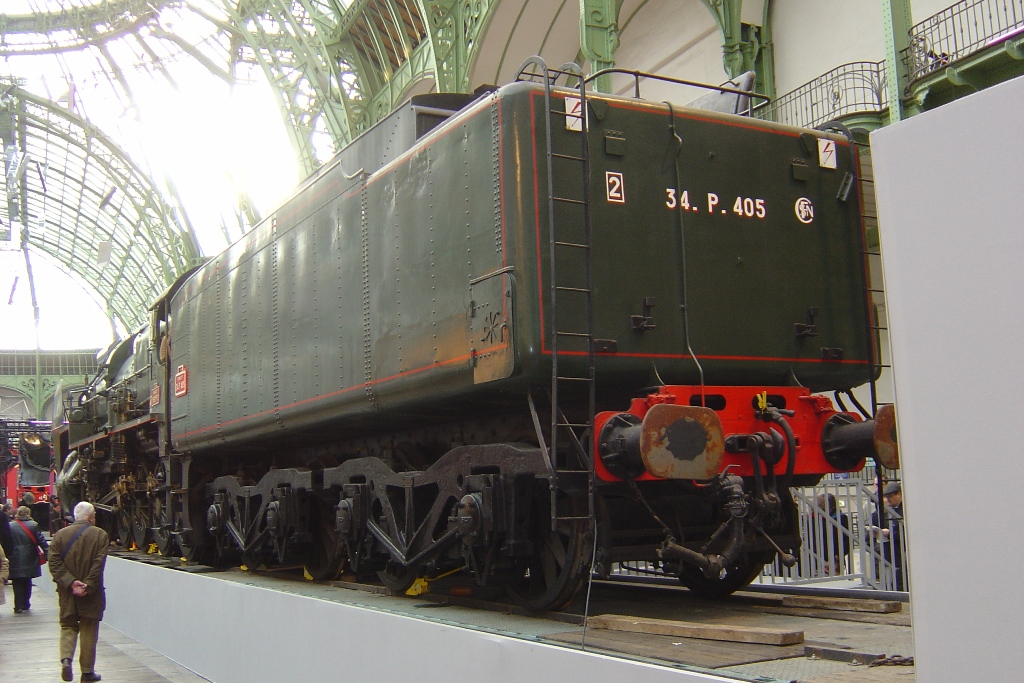
Tender 34 P 405 attelé à la 150 P 13.
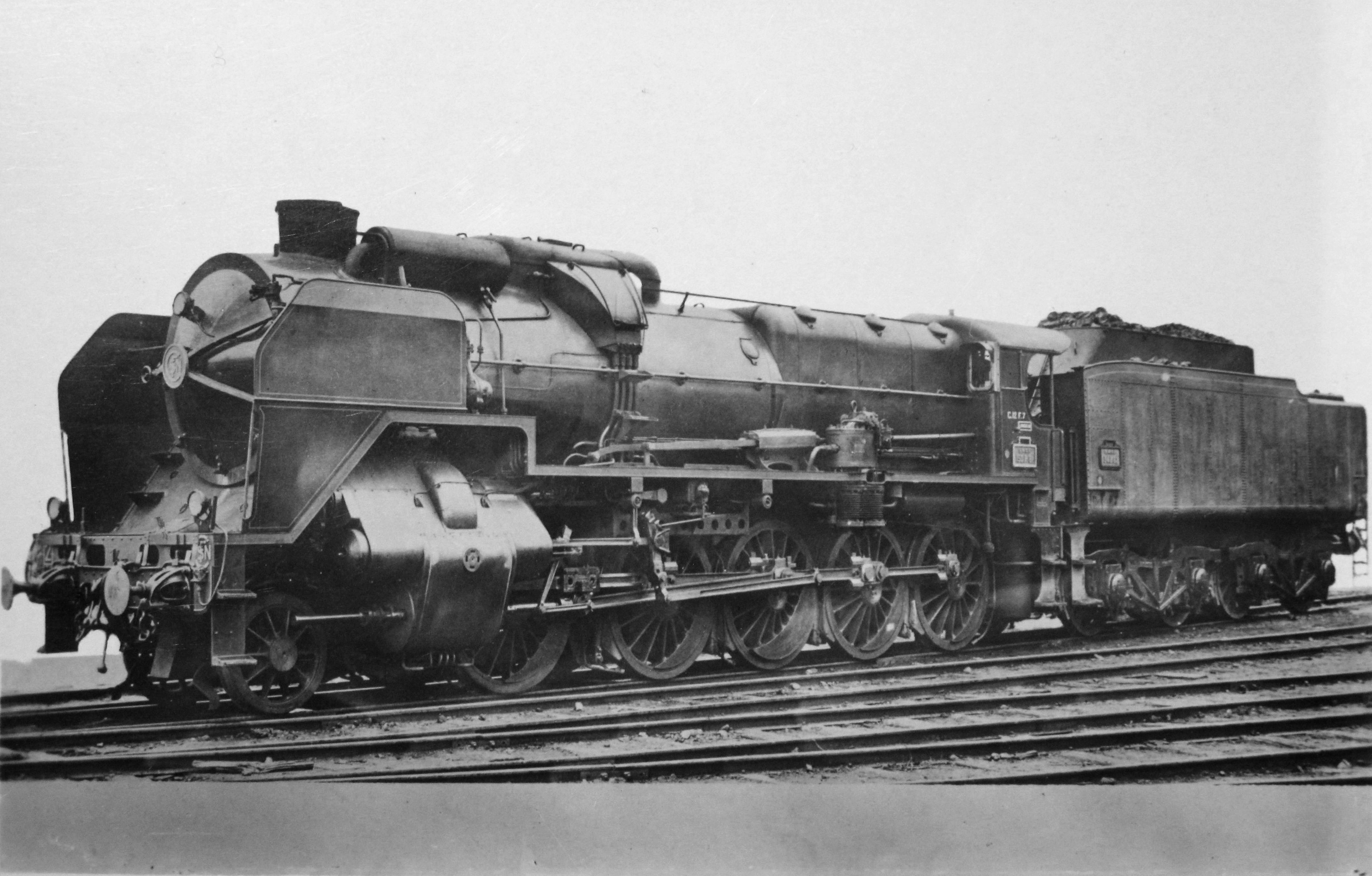
Ancienne photo SNCF d'une 150 P.